# Rhinocypha ogasawarensis
Rhinocypha ogasawarensis är en trollsländeart som beskrevs av Matsumura 1913. Rhinocypha ogasawarensis ingår i släktet Rhinocypha och familjen Chlorocyphidae. IUCN kategoriserar arten globalt som akut hotad. Inga underarter finns listade i Catalogue of Life.